# Vampirzahl

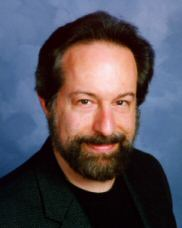
Clifford Pickover, der Namensgeber dieser Zahlen

In der Unterhaltungsmathematik ist eine Vampirzahl (oder echte Vampirzahl, englisch vampire number) eine zusammengesetzte natürliche Zahl mit einer geraden Anzahl an Ziffern, welche in zwei natürliche Zahlen faktorisiert werden kann (nicht unbedingt primfaktorisiert), die beide genau halb so viele Stellen wie die ursprüngliche Zahl haben. Die beiden Faktoren müssen gemeinsam alle Ziffern der ursprünglichen Zahl in beliebiger Reihenfolge enthalten und dürfen nicht beide gleichzeitig mit Nullen aufhören. Die beiden Faktoren nennt man Reißzähne von {\displaystyle n} (englisch fangs of {\displaystyle n}).
Mit anderen Worten:
Sei {\displaystyle n} eine natürliche Zahl mit {\displaystyle 2k} Stellen, also {\displaystyle n=n_{2k}n_{2k-1}\ldots n_{2}n_{1}}.
Dann ist {\displaystyle n} eine Vampir-Zahl genau dann, wenn gilt:
- Es gibt zwei natürliche Zahlen {\displaystyle a} und {\displaystyle b} mit jeweils genau {\displaystyle k} Stellen, also {\displaystyle a=a_{k}a_{k-1}\ldots a_{2}a_{1}} und {\displaystyle b=b_{k}b_{k-1}\ldots b_{2}b_{1}}
- {\displaystyle a\cdot b=n}
- Die Einerstellen {\displaystyle a_{1}} und {\displaystyle b_{1}} von {\displaystyle a} und {\displaystyle b} dürfen nicht gleichzeitig Null sein.
- Die Aneinanderreihung (Konkatenation) der insgesamt {\displaystyle 2k} Stellen der Teiler {\displaystyle a} und {\displaystyle b}, also {\displaystyle a_{k}a_{k-1}\ldots a_{2}a_{1}b_{k}b_{k-1}\ldots b_{2}b_{1}} ist eine Permutation der {\displaystyle 2k} Stellen von {\displaystyle n}.

Vampirzahlen wurden erstmals im Jahr 1994 von Clifford A. Pickover in einem Beitrag in der Usenet-Gruppe sci.math beschrieben, und der Artikel, den er später schrieb, wurde in Kapitel 30 seines Buches Keys to Infinity veröffentlicht. Inspiriert wurde die Benennung durch den Film Interview mit einem Vampir, der im selben Jahr erschienen ist.

## Beispiele
- Die kleinste Vampirzahl ist {\displaystyle 1260=21\cdot 60}. Die beiden Zahlen {\displaystyle 21} und {\displaystyle 60} sind die Reißzähne von {\displaystyle 1260}. Die Stellen der beiden Faktoren aneinandergereiht ergibt {\displaystyle 2160} und die Permutation dieser Ziffern ergibt wieder die ursprüngliche Zahl {\displaystyle 1260}.

- Die Zahl {\displaystyle 126000=21\cdot 6000} ist keine Vampirzahl, weil sowohl {\displaystyle 21} als auch {\displaystyle 6000} nicht die richtige Anzahl von Stellen haben (es müssten jeweils 3 sein).

- Die Zahl {\displaystyle 126000=210\cdot 600} ist keine Vampirzahl, weil sowohl {\displaystyle 210} als auch {\displaystyle 600} gleichzeitig mit Nullen aufhören, was laut Definition der Vampirzahlen nicht erlaubt ist. Es gibt auch keine andere geeignete Zerlegung.

- Die Zahl {\displaystyle 1023=31\cdot 33} ist keine Vampirzahl, obwohl sowohl die Ziffern von {\displaystyle 31} als auch von {\displaystyle 33} in der ursprünglichen Zahl {\displaystyle 1023} enthalten sind. Allerdings ergibt die Aneinanderreihung der beiden Zahlen die vierstellige Zahl {\displaystyle 3133}, aus der man durch Vertauschung der Ziffern aber niemals die Ausgangszahl {\displaystyle 1023} machen kann. Es gibt auch keine andere geeignete Zerlegung.

- Die kleinsten Vampirzahlen lauten:

1260, 1395, 1435, 1530, 1827, 2187, 6880, 102510, 104260, 105210, 105264, 105750, 108135, 110758, 115672, 116725, 117067, 118440, 120600, 123354, 124483, 125248, 125433, 125460, 125500, … (Folge A014575 in OEIS)
- Es gibt viele bekannte Folgen von unendlich vielen Vampirzahlen, die einem Muster folgen, wie zum Beispiel:

{\displaystyle 1530=30\cdot 51}
{\displaystyle 150300=300\cdot 501}
{\displaystyle 15003000=3000\cdot 5001}
{\displaystyle \ldots }
In diesem Fall enden jeweils nicht beide Faktoren mit Nullen, somit sind diese Zerlegungen erlaubt (nicht erlaubt wäre zum Beispiel {\displaystyle 153000=300\cdot 510}).
- Eine Vampirzahl kann auch mehrere Reißzahnpaare haben. Die kleinste Vampirzahl mit 2 Reißzahnpaaren lautet:[3]

{\displaystyle 125460=204\cdot 615=246\cdot 510}
Die kleinsten Vampirzahlen mit 2 Reißzahnpaaren lauten:
125460, 11930170, 12054060, 12417993, 12600324, 12827650, 13002462, 22569480, 23287176, 26198073, 26373600, 26839800, 46847920, 61360780, … (Folge A048936 in OEIS)
- Die kleinste Vampirzahl mit 3 Reißzahnpaaren lautet:[3]

{\displaystyle 13078260=1620\cdot 8073=1863\cdot 7020=2070\cdot 6318}
Die kleinsten Vampirzahlen mit 3 Reißzahnpaaren lauten:
13078260, 107650322640, 113024597400, 119634515208, 134549287600, 135173486250, 138130447950, 146083269717,, … (Folge A048937 in OEIS)
- Die kleinste Vampirzahl mit 4 Reißzahnpaaren lautet:[3]

{\displaystyle 16758243290880=1982736\cdot 8452080=2123856\cdot 7890480=2751840\cdot 6089832=2817360\cdot 5948208}
- Die kleinste Vampirzahl mit 5 Reißzahnpaaren lautet:[3]

{\displaystyle 24959017348650=2947050\cdot 8469153=2949705\cdot 8461530=4125870\cdot 6049395=4129587\cdot 6043950=4230765\cdot 5899410}

## Erzeugung von Vampirzahlen
- Man kann Klassen von Vampirzahlen mittels geeigneter Formeln erzeugen, wie zum Beispiel die folgende:[3][4]

Sei {\displaystyle a:=25\cdot 10^{k}+1}
Sei {\displaystyle b:=100\cdot {\frac {10^{k+1}+52}{25}}}
Dann erhält man die Vampirzahl {\displaystyle n:=a\cdot b}
Beweis:
{\displaystyle {\begin{array}{rcl}n&=&a\cdot b\\&=&(25\cdot 10^{k}+1)\cdot 100\cdot {\frac {10^{k+1}+52}{25}}\\&=&100\cdot 10^{k}\cdot (10^{k+1}+52)+100\cdot {\frac {10^{k+1}+52}{25}}\\&=&(10^{k+1}+52)\cdot 10^{k+2}+100\cdot {\frac {10^{k+1}+52}{25}}\\&=&a^{*}\cdot 10^{k+2}+b\\&=&8\cdot (26+5\cdot 10^{k})\cdot (1+25\cdot 10^{k})\end{array}}}
wobei {\displaystyle a^{*}} die Zahl {\displaystyle a} ergibt, allerdings mit umgedrehter Ziffernreihenfolge. {\displaystyle \Box }
Beispiel:
Sei {\displaystyle k:=2}. Dann ist {\displaystyle a=25\cdot 10^{k}+1=25\cdot 10^{2}+1=2501} und {\displaystyle b=100\cdot {\frac {10^{k+1}+52}{25}}=100\cdot {\frac {10^{2+1}+52}{25}}=4\cdot 1052=4208}. Somit erhalten wir {\displaystyle a\cdot b=2501\cdot 4208=10524208}, eine Zahl, die tatsächlich aus denselben Ziffern besteht wie die beiden Ausgangszahlen {\displaystyle a} und {\displaystyle b}.

## Vampirquadratzahlen
Eine Vampirquadratzahl ist eine Vampirzahl, die  gleichzeitig eine Quadratzahl ist. Ihre beiden Teiler (Reißzähne) sind also gleich.

## Beispiele
- Die kleinste Vampirquadratzahl ist  {\displaystyle 5267275776=72576^{2}}.

- Die folgende Liste gibt die kleinsten Zahlen an, die, mit sich selber multipliziert, Vampirquadratzahlen ergeben:

72576, 406512, 415278, 494462, 603297, 725760, 3279015, 4065120, 4152780, 4651328, 4915278, 4927203, 4944620, 4972826, 4974032, 4985523, 4989323, 5002245, 5016125, 6032970, 6214358, 6415002, 6524235, 7257600, 9883667, … (Folge A114258 in OEIS)

## Pseudovampirzahlen
Eine {\displaystyle n}-stellige Pseudovampirzahl (oder entstellte Vampirzahl) hat ähnliche Eigenschaften wie eine Vampirzahl mit folgenden Unterschieden:
- Die Reißzähne von Pseudovampirzahlen müssen nicht genau {\displaystyle {\frac {n}{2}}} Stellen haben.
- Pseudovampirzahlen dürfen auch eine ungerade Anzahl von Stellen haben.
- Es sind mehr als zwei Reißzähne erlaubt.

### Beispiele
- Die Zahl {\displaystyle 126=6\cdot 21} ist eine Pseudovampirzahl.

- Die Zahl {\displaystyle 1395=5\cdot 9\cdot 31} ist eine Pseudovampirzahl.

- Die kleinsten Pseudovampirzahlen lauten:

126, 153, 688, 1206, 1255, 1260, 1395, 1435, 1503, 1530, 1827, 2187, 3159, 3784, 6880, 10251, 10255, 10426, 10521, 10525, 10575, 11259, 11439, 11844, 11848, 12006, 12060, 12384, 12505, 12546, 12550, 12595, 12600, 12762, 12768, 12798, 12843, 12955, 12964, … (Folge A020342 in OEIS)

## Vampir-Primzahlen
Eine Vampir-Primzahl oder prime Vampirzahl ist eine Vampirzahl, deren Reißzähne ihre Primfaktoren sind. Die Vampirzahl selbst kann nicht prim sein, da sie zwei Teiler (Reißzähne) benötigt. Sie muss eine Fastprimzahl zweiter Ordnung sein („Semiprimzahl“).
Vampir-Primzahlen wurden erstmals von Carlos Rivera im Jahr 2002 definiert.

### Beispiele
- Die kleinste Vampir-Primzahl ist {\displaystyle 117067=167\cdot 701}, wobei die Reißzähne {\displaystyle 167} und {\displaystyle 701} beide Primzahlen sind.

- Die kleinsten Vampir-Primzahlen lauten:

117067, 124483, 146137, 371893, 536539, 10349527, 10429753, 10687513, 11722657, 11823997, 12451927, 12484057, 12894547, 13042849, … (Folge A289911 in OEIS)
- Die kleinste prime Vampirquadratzahl ist die folgende:[5]

{\displaystyle 2459319153459529=49591523^{2}}
Dabei ist {\displaystyle 49591523} eine Primzahl.
- Die größte bekannte Vampir-Primzahl ist gleichzeitig eine prime Vampirquadratzahl:[5]

{\displaystyle (94892254795\cdot 10^{103294}+1)^{2}}
Sie wurde im September 2007 von Jens K. Andersen entdeckt und hat 206610 Stellen. Die beiden primen Reißzähne sind {\displaystyle a=b=94892254795\cdot 10^{103294}+1} und haben jeweils 103305 Stellen.
- Die folgende Tabelle gibt an, wie viele {\displaystyle k}-stellige Vampirzahlen mit {\displaystyle f} Reißzähnen es gibt.[6]

| {\displaystyle k} Stellen | etwa jede .. Zahl ist Vampirzahl | Vampirzahl mit mindestens {\displaystyle f} Reißzähnen | Vampirzahl mit mindestens {\displaystyle f} Reißzähnen | Vampirzahl mit mindestens {\displaystyle f} Reißzähnen | Vampirzahl mit mindestens {\displaystyle f} Reißzähnen | Vampirzahl mit mindestens {\displaystyle f} Reißzähnen | gesamt    | Vampir- Primzahlen |
| {\displaystyle k} Stellen | etwa jede .. Zahl ist Vampirzahl | {\displaystyle f=1}                                    | {\displaystyle f=2}                                    | {\displaystyle f=3}                                    | {\displaystyle f=4}                                    | {\displaystyle f=5}                                    | gesamt    | Vampir- Primzahlen |
| ------------------------- | -------------------------------- | ------------------------------------------------------ | ------------------------------------------------------ | ------------------------------------------------------ | ------------------------------------------------------ | ------------------------------------------------------ | --------- | ------------------ |
| 4                         | 1286.                            | 7                                                      | 0                                                      | 0                                                      | 0                                                      | 0                                                      | 7         | 0                  |
| 6                         | 6081.                            | 148                                                    | 1                                                      | 0                                                      | 0                                                      | 0                                                      | 149       | 5                  |
| 8                         | 27881.                           | 3228                                                   | 14                                                     | 1                                                      | 0                                                      | 0                                                      | 3243      | 57                 |
| 10                        | 82984.                           | 108454                                                 | 172                                                    | 0                                                      | 0                                                      | 0                                                      | 108626    | 970                |
| 12                        | 204980.                          | 4390670                                                | 2998                                                   | 13                                                     | 0                                                      | 0                                                      | 4393681   | 26653              |
| 14                        | 431813.                          | 208423682                                              | 72630                                                  | 140                                                    | 3                                                      | 1                                                      | 208496456 | 923920             |

## Doppelte Vampirzahlen
Eine doppelte Vampirzahl ist eine Vampirzahl, die Teiler (also Reißzähne) hat, die ebenfalls Vampirzahlen sind.

### Beispiel
- Die kleinste doppelte Vampirzahl lautet:[7]

{\displaystyle 1047527295416280=25198740\cdot 41570622=(2940\cdot 8571)\cdot (5601\cdot 7422)}

## Römische Vampirzahlen
Eine römische Vampirzahl ist eine römische Zahl mit denselben Zeichen wie ihre Teiler.

### Beispiel
{\displaystyle \operatorname {VIII} =\operatorname {II} \cdot \operatorname {IV} }

## Vampirzahlen in anderen Zahlsystemen
Obiger Abschnitt behandelte Vampirzahlen im Dezimalsystem, also zur Basis {\displaystyle b=10}.
Betrachtet man Vampir-Zahlen in anderen Positionssystemen ungleich {\displaystyle b=10}, so nennt man sie Vampirzahl zur Basis {\displaystyle b}.

### Beispiele
Die folgende Tabelle gibt ein paar Vampirzahlen zu verschiedensten Basen an:
| Basis {\displaystyle b} | ausgewählte Vampirzahlen zu dieser Basis |
| ----------------------- | --- |
| 2                       | {\displaystyle 10110\cdot 11101=1001111110}, {\displaystyle 10111\cdot 11001=1000111111}, {\displaystyle 11001\cdot 11100=1010111100}, {\displaystyle 11001\cdot 11110=1011101110}, {\displaystyle 11010\cdot 11011=1010111110} |
| 3                       | {\displaystyle 200000\cdot 200011=110002200000}, {\displaystyle 200002\cdot 212120=120202202010}, {\displaystyle 222011\cdot 222011=221022201121}                                                                               |
| 4                       | {\displaystyle 113\cdot 302=101332}, {\displaystyle 201\cdot 210=102210}, {\displaystyle 201\cdot 300=120300} |
| 5                       | {\displaystyle 100201\cdot 444400=100140424400}, {\displaystyle 144221\cdot 400303=124404320013} |
| 6                       | {\displaystyle 101021\cdot 553345=100353154125}, {\displaystyle 111101\cdot 533423=104153113123} |
| 8                       | {\displaystyle 21\cdot 50=1250}, {\displaystyle 21\cdot 66=1626}, {\displaystyle 30\cdot 41=1430} |
| 12                      | {\displaystyle 828\cdot B77=7B7828}, {\displaystyle 850\cdot 969=685990} |
| 16                      | {\displaystyle 21\cdot 90=1290}, {\displaystyle 21\cdot EA=1E2A}, {\displaystyle 30\cdot 81=1830} |
| 20                      | {\displaystyle 1A\cdot H5=15HA}, {\displaystyle 21\cdot B0=12B0}, {\displaystyle 21\cdot IC=1I2C} |